# Heinz Förster-Ludwig
Heinz Förster-Ludwig (* 27. Februar 1900 in Elberfeld; † 3. November 1953 in Berlin-Wilmersdorf) war ein deutscher Schauspieler und Sänger (Tenorbuffo) bei Bühne und Film.

## Leben und Wirken
Förster-Ludwig erhielt zu Beginn der 1920er Jahre seine künstlerische Ausbildung und kam 1923 nach Berlin, wo er an mehreren Theatern die kommenden drei Jahrzehnte bis zu seinem frühen Tod überwiegend wirken sollte. Sein frühes Fach war das des Bonvivants und jugendlichen Komikers, mit dem er vor allem an der Operette reüssierte. Förster-Ludwig feierte einen besonders großen Erfolg als Erbprinz Karl-Heinz in der Romanze Alt Heidelberg, schrieb aber auch Operetten-Schlagertexte, führte dort sporadisch auch Regie und verfasste sogar Bühnenstücke (z. B. Das glaubt uns kein Mensch!).
Nebenbei trat er ab 1931 bis zu seinem Tod auch in einer Reihe von Filmen auf. Hier wurde er zumeist als Edelcharge besetzt, etwa als Diener (in Ein idealer Gatte), als Kastellan (in Zwei im Sonnenschein), als Musketier (in Der Stolz der 3. Kompanie), als Bäckermeister (in Die klugen Frauen), als Chauffeur (in dem weitgehend unbekannten Hans-Albers-Film Ein Mann auf Abwegen) und als Bootsmann (in Schicksal am Strom). In der Spätphase des Zweiten Weltkriegs, 1943/44, unmittelbar nachdem Mussolini in Italien gestürzt worden war und sich das Land in die Anti-Hitler-Koalition einreihte, war Förster-Ludwig auch als Sendeleiter des Soldatenfunks in Turin tätig. Nach 1945 wirkte der Wuppertaler vorwiegend als künstlerischer Leiter des Rivoli-Operettentheaters in Berlin und arbeitete überdies für den Rundfunk der Sendeanstalten RIAS und NWDR.

## Filmografie
- 1931: Der Stolz der 3. Kompanie
- 1933: Zwei im Sonnenschein
- 1933: Es tut sich was um Mitternacht
- 1935: Ein idealer Gatte
- 1935: Die klugen Frauen
- 1936: Der Raub der Sabinerinnen
- 1937: Urlaub auf Ehrenwort
- 1939: Ein Mann auf Abwegen
- 1944: Schicksal am Strom
- 1950: Das kalte Herz
- 1953: Vati macht Dummheiten